# 彭祖瑀
彭祖瑀（？—？），湖南湘潭人，是一名清朝政治人物。
彭祖瑀曾于1787年接替高鏸任福建永安县知县一职，1788年由兰霖接任。1790年调任连江县知县，1792年由杨嘉材接任。